# リチャード・バリントン (第4代バリントン子爵)

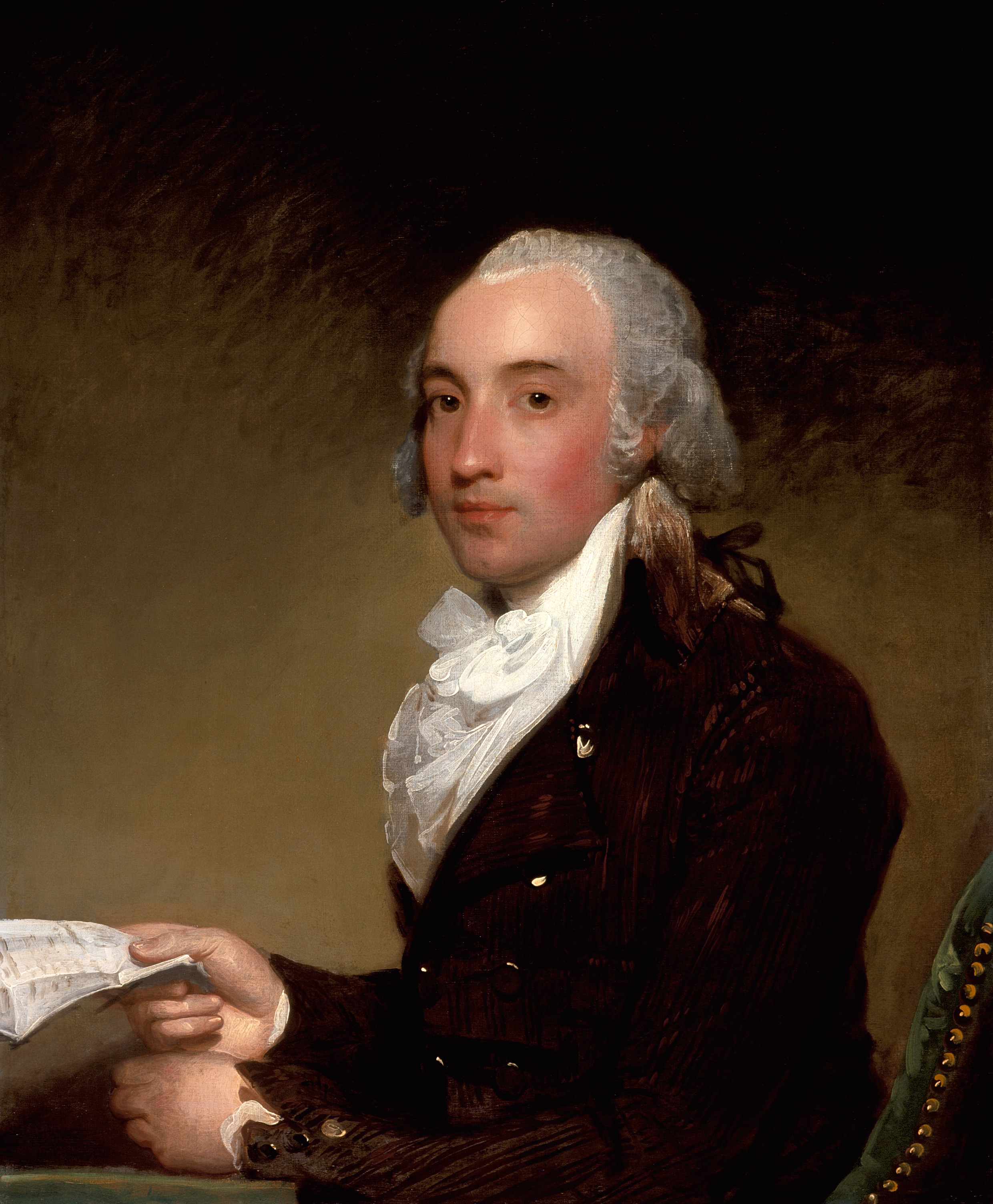
ギルバート・ステュアートによる肖像画、1793年/1794年作。

第4代バリントン子爵リチャード・ジェームズ・バリントン（英語: Richard James Barrington, 4th Viscount Barrington、1760年頃 – 1814年1月）は、イギリスの貴族。

## 生涯
ジョン・バリントン（1764年4月2日没、初代バリントン子爵ジョン・バリントンの息子）とエリザベス・ヴァッサル（Elizabeth Vassal、フォレンティアス・ヴァッサルの娘）の息子として生まれた。
1783年、スーザン・バッデン（Susan Budden、1830年没、ウィリアム・バッデンの娘）と結婚したが、2人の間に子供はいなかった。
1801年7月13日に兄ウィリアムが死去すると、バリントン子爵の爵位を継承した。
1814年1月にヴァランシエンヌで死去、弟ジョージが爵位を継承した。